# Philodromus fallax
Philodromus fallax là một loài nhện trong họ Philodromidae.
Loài này thuộc chi Philodromus. Philodromus fallax được miêu tả năm 1833 bởi Sundevall.